# Anomalomma lycosinum
Espèce
Anomalomma lycosinum est une espèce d'araignées aranéomorphes de la famille des Lycosidae.

## Distribution
Cette espèce est endémique de Java en Indonésie.

## Description
La femelle holotype mesure 5 mm.

## Publication originale
- Hasselt, 1890 : Araneae ex Archipelago Malayano. Zoologische Ergebnisse einer Reise in Niederländisch Ost-Indien. Leiden, vol. 1, p. 193-210 (texte intégral).